# Subdivisões da Tanzânia
As divisões administrativas da Tanzânia são controladas pela Parte I, Artigo 2.2 da Constituição da Tanzânia. A Tanzânia é dividida em 31 regiões (mkoa em Swahili). Cada região é subdividida em distritos (wilaya em Swahili). Os distritos são subdivididos em divisões (tarafa em Swahili) e mais adiante wards locais (kata em Swahili). Wards são ainda subdivididos para fins de gestão: para urbana wards em ruas (mitaa em Swahili) e para rural wards em  aldeias (kijiji em Swahili). As aldeias podem ser subdivididas em hamlets (vitongoji em Swahili).

## Regiões
Em 1922 sob o Império Britânico Tanganica foi dividida em vinte e duas regiões, conhecidas como "divisões": Arusha, Bagamoyo, Bukoba, Daressalam, Dodoma, Iringa, Kilwa, Kondoa-Irangi, Lindi, Mahenge, Morogoro, Moshi, Mwanza, Pangani, Rufiji, Rungwe, Songea, Tabora, Tanga, Ufipa, Ujiji, e Usambara.

## Distritos
De acordo com o Censo Nacional da Tanzânia de 2012, a Tanzânia foi dividida em 169 distritos. Existe um tipo de distrito rural: um  Conselho Distrital. E existem três tipos de distritos urbanos: Conselho da Vila ,  Conselho Municipal  e  Conselho da Cidade.

## Divisões
Uma divisão é uma organização administrativa para várias wards. Cada divisão tem seu próprio MP eleito (Membro do Parlamento).

## Wards
Uma aldeia é a estrutura administrativa governamental mais baixa no nível da comunidade. A Ward ou Shehia é uma estrutura administrativa para uma única cidade ou parte de uma cidade maior (Wards urbanas) e representa 21.000 pessoas. As wards rurais são compostas por várias aldeias.